# Карл Клингберг
Карл Клингберг (швед. Carl Klingberg — Гетеборг, 28. јануар 1991) професионални је шведски хокејаш на леду који игра на позицијама десног крила. Његов млаћи брат Јон такође је професионални хокејаш.
Члан је сениорске репрезентације Шведске за коју је на међународној сцени дебитовао на светском првенству 2017. године, када су Швеђани освојили златну медаљу.
Учествовао је на улазном драфту НХЛ лиге 2009. где га је као 34. пика у другој рунди одабрала екипа Атланта трашерса. Током три сезоне проведене у НХЛ-у одиграо је свега 12 утакмица и постигао тек један погодак (једну за Трашерсе и 11 за Џетсе). У јесен 2015. враћа се у Европу и потписује једногодишњи уговор са руским Торпедом, а потом по окончању те сезоне прелази у швајцарски Цуг.